# Торстен Спаннеберґ
Торстен Спаннеберґ (нім. Torsten Spanneberg, 13 квітня 1975) — німецький плавець.
Призер Олімпійських Ігор 2000 року, учасник 2004 року.
Призер Чемпіонату світу з водних видів спорту 2001 року.
Призер Чемпіонату світу з плавання на короткій воді 1995 року.
Чемпіон Європи з водних видів спорту 1995, 2002 років, призер 1997 року.